# Номерні знаки Чилі

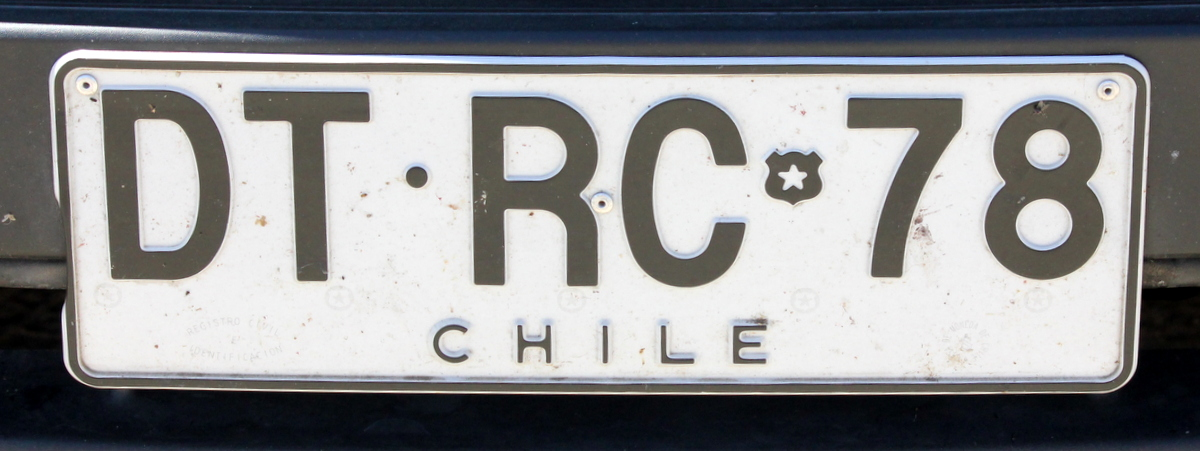
Регулярний НЗ формату 2007 р.

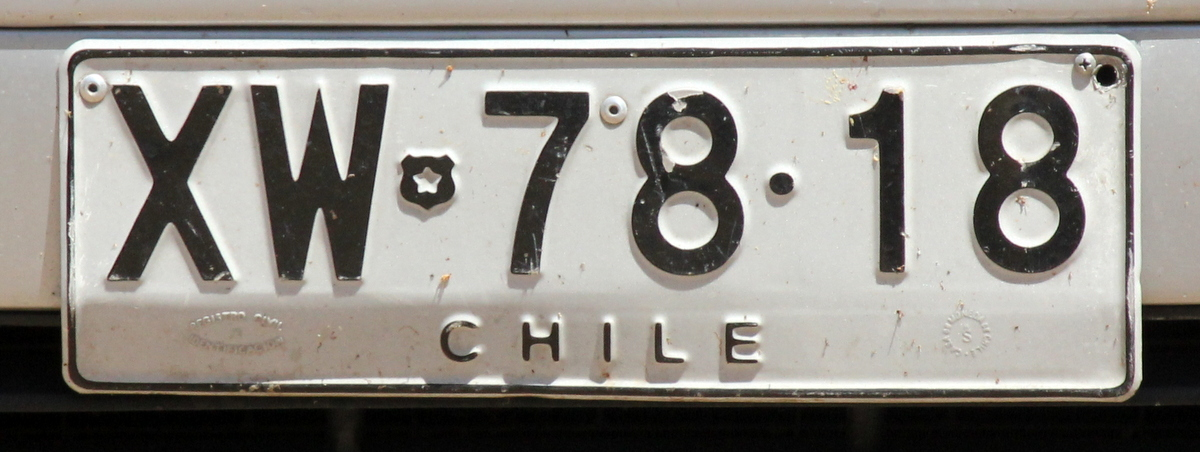
Регулярний НЗ формату 1985 р.

Код Чилі для міжнародного руху ТЗ — (RCH).

## Регулярні номерні знаки

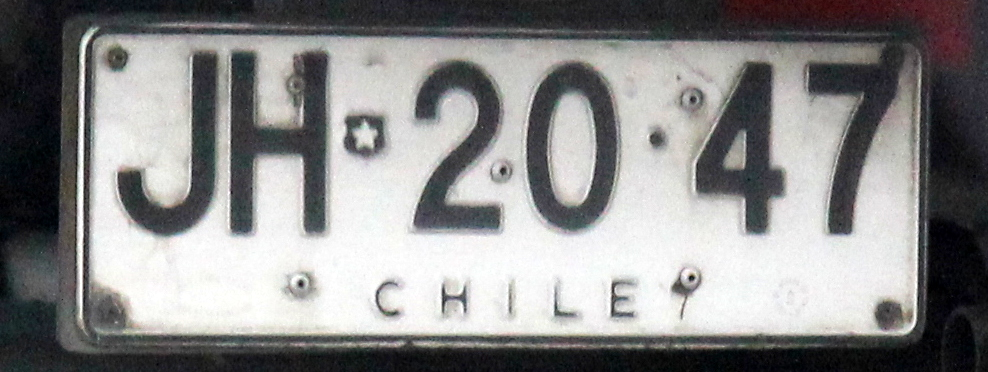
Номерний знак причепу

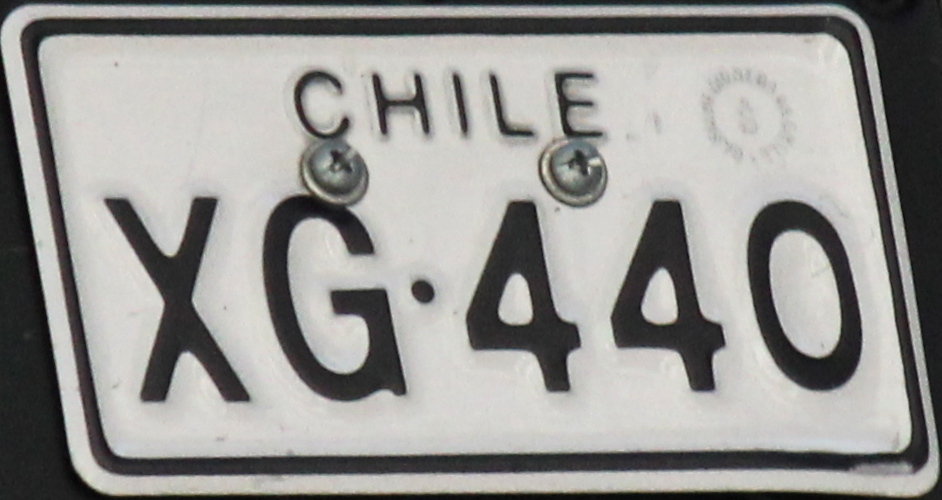
Номерний знак мотоциклу

Номерні знаки Чилі мають офіційну назву PPU (пластина патентна уніфікована). Їх побудовано за принципом, що часто порівнюється з нідерландським. Чинний формат АБ-ВГ∙12, що його запроваджено в 2007 році, не має регіонального кодування. В нижньому рядку пластини наноситься напис CHILE. Пластини мають біле тло та чорні символи.
В період 1985–2007 рр. на аналогічних бланках видавалися номерні знаки формату АБ∙12-34 також без регіонального кодування.
Для причепів використовується формат АБ∙12-34, де як покажчик АБ можуть виступати сполучення літер в діапазоні JA-JZ.
Для мотоциклів використовується формат АБ∙123. Регіонального кодування немає, напис CHILE розташовано у верхньому рядку.
На номерних знаках формату АБ-ВГ∙12 використовуються літери B, C, D, F, G, H, J, K, L, P, R, S, T, V, W, X, Y, Z, комбінації цифр можливі тільки в діапазоні 10-99.
На номерних знаках формату АБ∙12-34 використовувалися літери A, B, C, E, F, G, H, D, K, L, М, N, P, R, S, T, U, V, X, Y, Z, W, комбінації цифр можливі тільки в діапазоні 10-00 — 99-99.

## Інші типи номерних знаків

Чинні номерні знаки різних форматів

### Номерні знаки таксі
Номерні знаки для таксі мають розташування символів аналогічне до регулярних номерних знаків, помаранчеве тло та чорні символи. До 2007 року застосовувався формат АБ∙12-34, після — АБ-ВГ∙12.

### Номерні знаки маршрутних таксі
Номерні знаки для маршрутних таксі мають розташування символів аналогічне до регулярних номерних знаків, жовте тло та чорні символи. До 2007 року застосовувався формат АБ∙12-34, після — АБ-ВГ∙12.

### Номерні знаки туристичних таксі
Номерні знаки для таксі мають розташування символів аналогічне до регулярних номерних знаків, помаранчеве тло та білі символи. До 2007 року застосовувався формат АБ∙12-34, після — АБ-ВГ∙12.

### Номерні знаки рейсових автобусів
Номерні знаки для рейсових автобусів таксі мають розташування основних символів аналогічне до регулярних номерних знаків, біле тло та зелені символи. До 2007 року застосовувався формат АБ∙12-34, після — АБ-ВГ∙12. Замість напису CHILE фігурує напис TRANSANTIAGO. Замість символічного малого герба Чилі застосовується логотип компанії «Трансантьяго».

### Дипломатичні номерні знаки

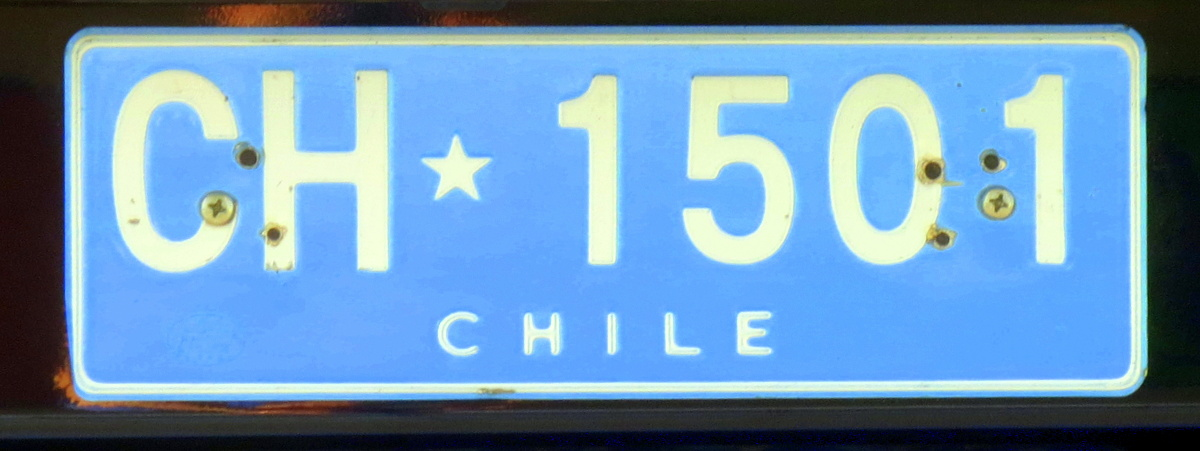
Дипломатичний НЗ

Дипломатичні номерні знаки мають блакитне тло та білі знаки, формат АБ∙1234, де АБ — покажчик дипломатичного персоналу, 12 — код країни або міжнародної організації, 34 — номер. Після літер як дефіс застосовується п'ятипроменева зірка.
- CD — дипломати
- СС — консули
- СН — почесні консули
- АТ — адміністративний і технічний персонал
- ОІ — міжнародні організації
- РАТ — тимчасовий дозвіл на пересування

### Номерні знаки вільної зониІкіке

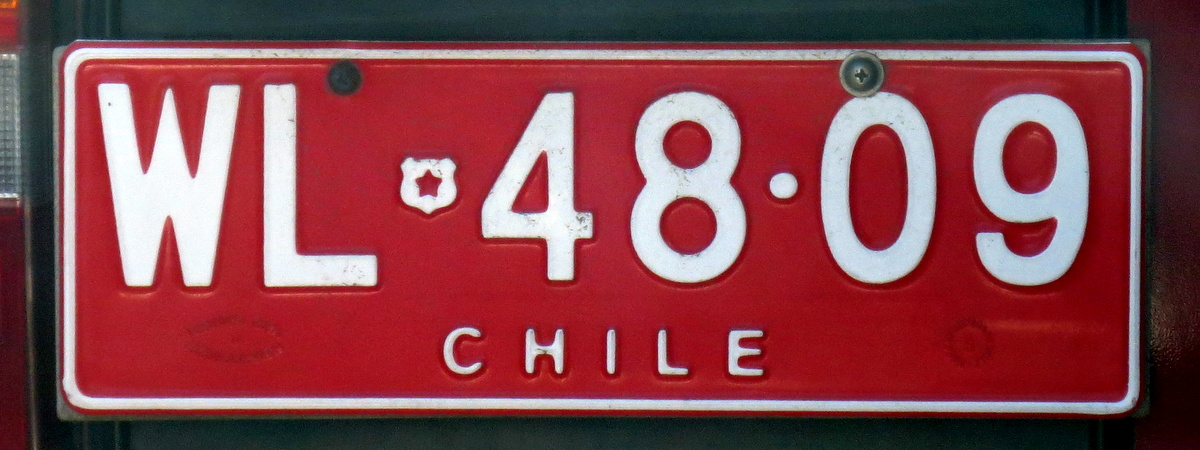
Вільна зона Ікіке

Реєстрація у вільній зоні Ікіке передбачає видачу номерних знаків формату АБ∙12-34 із білими символами на червоному тлі із загальним розташуванням, як на регулярних номерних знаках формату 1985 року.

### Демонстраційні номерні знаки

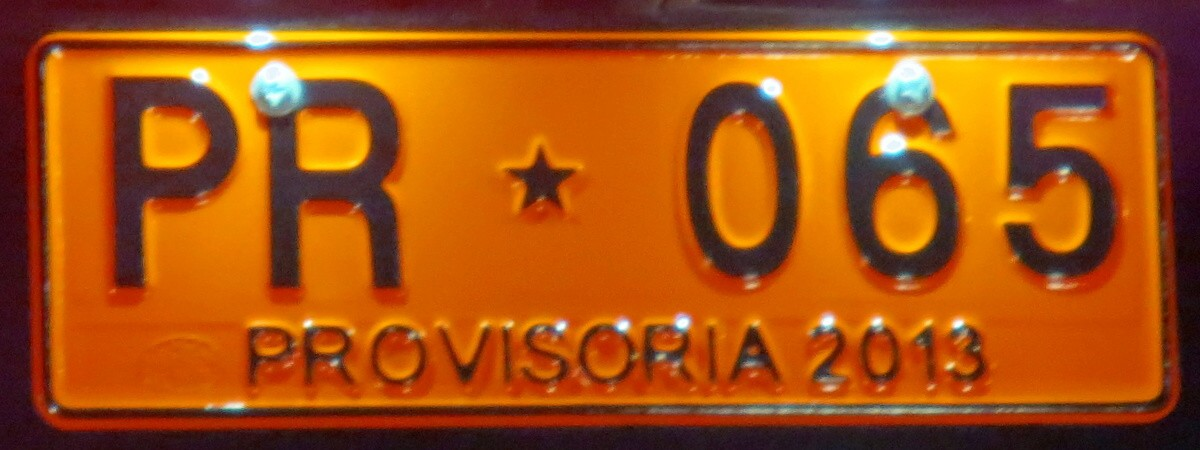
Демонстраційний НЗ

Номерні знаки, що використовуються продавцями автомобілів для пробних поїздок та після придбання до офіційної реєстрації мають формат PR∙123. Після літер як дефіс застосовується п'ятипроменева зірка. В нижньому рядку розташовано напис PROVISORA та рік експлуатації.

### Номерні знаки карабінерів
Номерні знаки для транспорту карабінерів мають чорне тло та білі знаки, формати А∙1234 або АБ∙1234, де А або АБ — покажчик типу ТЗ, 1234 — номер. Після літер як дефіс застосовується п'ятипроменева зірка. В верхньому рядку розташовано напис CARABINEROS DE CHILE.

### Номерні знаки пожежних команд

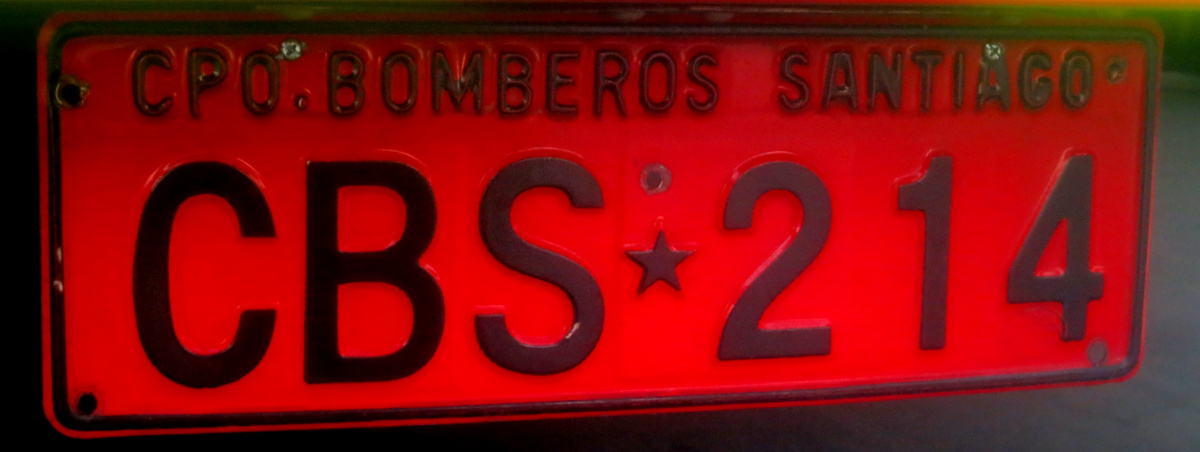
Пожежні

Пожежні розрахунки мають транспорт з номерними знаками червоного кольору та чорними або білими символами. Формат СВА∙123, де СВ — CUERPO BOMBEROS (пожежний корпус), А — код міста, 123 — номер. У верхньому рядку розташовано напис CPO BOMBEROS та назву міста.

### Номерні знаки Армії
Армія використовує номерні знаки формату EJTO-1234, де EJTO — скорочене іспанське слово EJERCITO (Армія), 1234 — номер.